# Rząd Vladimíra Špidli
Rząd Vladimíra Špidli – rząd Czech pod kierownictwem Vladimíra Špidli, powołany i zaprzysiężony 15 lipca 2002, składający się z przedstawicieli Czeskiej Partii Socjaldemokratycznej (ČSSD), Unii Chrześcijańskiej i Demokratycznej – Czechosłowackiej Partii Ludowej (KDU-ČSL) oraz Unii Wolności – Unii Demokratycznej (US-DEU). Urzędował do 4 sierpnia 2004.

## Skład rządu
| Stanowisko                                                        | Minister          | Ugrupowanie | Okres urzędowania                      |
| ----------------------------------------------------------------- | ----------------- | ----------- | -------------------------------------- |
| Premier                                                           | Vladimír Špidla   | ČSSD        | 15 lipca 2002 – 4 sierpnia 2004        |
| Wicepremier Minister spraw wewnętrznych                           | Stanislav Gross   | ČSSD        | 15 lipca 2002 – 4 sierpnia 2004        |
| Wicepremier Minister spraw zagranicznych                          | Cyril Svoboda     | KDU-ČSL     | 15 lipca 2002 – 4 sierpnia 2004        |
| Wicepremier ds. badań, rozwoju, praw człowieka i zasobów ludzkich | Petr Mareš        | US-DEU      | 15 lipca 2002 – 4 sierpnia 2004        |
| Wicepremier                                                       | Pavel Rychetský   | ČSSD        | 15 lipca 2002 – 5 sierpnia 2003        |
| Wicepremier                                                       | Bohuslav Sobotka  | ČSSD        | 30 października 2003 – 4 sierpnia 2004 |
| Minister sprawiedliwości                                          | Pavel Rychetský   | ČSSD        | 15 lipca 2002 – 5 sierpnia 2003        |
| Minister sprawiedliwości                                          | Karel Čermák      | bezpartyjny | 16 września 2003 – 15 czerwca 2004     |
| Minister finansów                                                 | Bohuslav Sobotka  | ČSSD        | 15 lipca 2002 – 5 sierpnia 2003        |
| Minister rozwoju regionalnego                                     | Pavel Němec       | US-DEU      | 15 lipca 2002 – 5 sierpnia 2003        |
| Minister transportu                                               | Milan Šimonovský  | KDU-ČSL     | 15 lipca 2002 – 5 sierpnia 2003        |
| Minister przemysłu i handlu                                       | Jiří Rusnok       | ČSSD        | 15 lipca 2002 – 19 marca 2003          |
| Minister przemysłu i handlu                                       | Milan Urban       | ČSSD        | 19 marca 2003 – 4 sierpnia 2004        |
| Minister środowiska                                               | Libor Ambrozek    | KDU-ČSL     | 15 lipca 2002 – 5 sierpnia 2003        |
| Minister rolnictwa                                                | Jaroslav Palas    | ČSSD        | 15 lipca 2002 – 5 sierpnia 2003        |
| Minister zdrowia                                                  | Marie Součková    | ČSSD        | 15 lipca 2002 – 14 kwietnia 2004       |
| Minister zdrowia                                                  | Jozef Kubinyi     | ČSSD        | 14 kwietnia 2004 – 4 sierpnia 2004     |
| Minister pracy i spraw socjalnych                                 | Zdeněk Škromach   | ČSSD        | 15 lipca 2002 – 5 sierpnia 2003        |
| Minister szkolnictwa, młodzieży i sportu                          | Petra Buzková     | ČSSD        | 15 lipca 2002 – 5 sierpnia 2003        |
| Minister kultury                                                  | Pavel Dostál      | ČSSD        | 15 lipca 2002 – 5 sierpnia 2003        |
| Minister obrony                                                   | Jaroslav Tvrdík   | ČSSD        | 15 lipca 2002 – 9 czerwca 2003         |
| Minister obrony                                                   | Miroslav Kostelka | ČSSD        | 9 czerwca 2003 – 4 sierpnia 2004       |
| Minister informatyki                                              | Vladimír Mlynář   | US-DEU      | 15 lipca 2002 – 5 sierpnia 2003        |